# فيلفريد
فيلفريد (بالألمانية: Wilfried)‏ (و. 1950 – 2017 م) هو مغني نمساوي، يستخدم آلات غيتار البيس، توفي عن عمر يناهز 67 عاماً، بسبب سرطان المريء.

## جوائز
حصل على جوائز منها:
- جائزة أمادايوس للموسيقى النمساوية [الإنجليزية]‏ (2018).

## وصلات خارجية
- فيلفريد على موقع IMDb (الإنجليزية)
- فيلفريد على موقع ميوزك برينز (الإنجليزية)
- فيلفريد على موقع أول موفي (الإنجليزية)
- فيلفريد على موقع أول ميوزيك (الإنجليزية)
- فيلفريد على موقع ديسكوغز (الإنجليزية)
- فيلفريد على موقع ديسكوغز (الإنجليزية)
- فيلفريد على موقع قاعدة بيانات الفيلم (الإنجليزية)
- فيلفريد على موقع ليتربوكسد (الإنجليزية)
- فيلفريد في قاعدة بيانات الأفلام على الإنترنت